# Simone Harari Baulieu
Pour les articles homonymes, voir Halberstadt (homonymie) et Harari.
Simone Harari Baulieu est une productrice française née le 11 août 1952.

## Biographie
Ancienne élève du lycée Victor-Duruy, diplômée de l'Institut d’études politiques de Paris (1972), Simone Harari Baulieu, née Halberstadt, est ancienne élève de l’École nationale d’administration (1976 Promotion Guernica).
Après un passage au ministère de l’Éducation (Direction de la Jeunesse) puis au secrétariat général du gouvernement (Service juridique et technique de l'Information), elle devient conseiller auprès du président de Havas, André Rousselet.
Elle fonde et préside successivement Télé Images, groupe audiovisuel de production (Télé Images Studio, Télé Images Kids, Télé Images Nature, Antelope -UK- GTV...) et de distribution (Télé Images  International), puis Effervescence Productions.
Elle a été mariée à Robert Harari, dont elle est veuve. En 2016, elle épouse le professeur Étienne-Émile Baulieu, et porte depuis le nom de Simone Harari Baulieu.

### Fonction publique
Elle entre à la Direction de la Jeunesse et au cabinet du secrétaire d'État à la Jeunesse et aux Sports (Paul Dijoud)

### Havas
Lorsque le président de Havas réunit autour de Marc Tessier une équipe pour la création d’une quatrième chaîne de télévision, Simone Halberstadt Harari est chargée au sein du groupe de réfléchir à l’approvisionnement en programmes (hors cinéma).
Ceci la conduit à créer[source secondaire nécessaire] Pathé-Images, avec Havas et Pathé (qui appartenait alors au Groupe Ribes) au capital.
Lorsque les liens entre Pathé et Havas se distendent, elle remplace[source secondaire nécessaire] Pathé par plusieurs fonds d'investissement et la Société se transforme en Télé Images.

## Productions audiovisuelles

### Sitcoms et programmes dedaytime
C'est en créant la sitcom à la française Maguy (8 années de 42 épisodes) que Simone Harari s'est fait connaître : on l'appelait alors "Madame Maguy". Au total, elle a produit plus de 1800 épisodes de séries de journée (le daytime des anglo-saxons):
- Maguy (1985-1992) 333 épisodes
- Marc et Sophie (1987-1991) 220 épisodes
- Vivement lundi ! (1988-1991) 104 épisodes
- Tribunal (1989-1994) 390 épisodes
- Les Années FM (1992)
- Sylvie et compagnie (1992)
- L'Annexe (1993) 38 épisodes
- Les Gromelot et les Dupinson (1995)
- Cap des Pins, le soap-opera feuilleton original (1998-2000) 281 épisodes
- Affaires familiales (2000) 26 épisodes

### Programmes deprimetime
Avec Télé Images :
- Des adaptations littéraires : Si j’étais lui – d’après Avatar de Théophile Gautier -, Colomba – d’après Prosper Mérimée - , Largo desolato – pièce de Vaclav Havel…
- Des sujets originaux : Jeanne et le Loup, scénario d'Henri Gougaud, L’affaire Kergalen ...
- Des téléfilms : L'Affaire Dominici (2003), le Vent de la Toussaint (1989)…

Avec Effervescence Productions : 
- 2011 : Accusé Mendès France, diffusé en mars 2011 sur France 2, avec Bruno Solo, un film réalisé par Laurent Heynemann d’après un scénario original de Alain le Henry[8].
- 2011 : Mission sacrée, un film consacré à l’Affaire des paillotes, diffusé en septembre 2011 sur France 3, avec Christophe Malavoy, réalisé par Daniel Vigne d’après un scénario de Chantal de Rudder et François Caviglioli[9].
- 2013 : La Rupture, un film diffusé en novembre 2013 sur France 3, avec Hippolyte Girardot et Grégori Dérangère, réalisé par Laurent Heynemann, d'après un scénario de Patrice Duhamel et Jacques Santamaria[10].
- 2015 : Crimes et botanique, une mini-série de quatre épisodes diffusée en juin et juillet 2015 sur France 3, réalisé par Bruno Garcia et Lorenzo Gabriele.
- 2015 : Pierre Brossolette ou les passagers de la lune, un film diffusé en mai 2015 sur France 3 avec Julien Baumgartner et Léa Drucker, réalisé par Coline Serreau, d'après un scénario de Patrice Duhamel et Didier Decoin[11].
- 2016 : La Bonne Dame de Nancy, un film diffusé le 3 mai 2016 sur France 3 avec Véronique Genest, Yvan Le Bolloc'h et Mathias Mlekuz, réalisé par Denis Malleval, d'après un scénario de Chantal de Rudder[12].
- 2017 : Alphonse Président, une série diffusée en novembre 2017 (1ère saison) et mai 2019 (2ème saison) sur OCS Max, créée et réalisée par Nicolas Castro, avec Michel Vuillermoz et Nabila Akkazi[13].
- 2019 : Pour Sarah, une série diffusée en septembre et octobre 2019 sur TF1, réalisée par Frédéric Berthe avec Eden Ducourant, Clément Rémiens, Audrey Dana et François-Xavier Demaison[14].
- 2020 : Un Mauvais Garçon, un film diffusé en février 2020 sur France 2, réalisé par Xavier Durringer avec Richard Anconina, Isabelle Renauld, Andréa Ferreol, Judith Magre, Jean-Claude Dauphin, Rachid Hafassa et Alexandre Desrousseaux[15].
- 2020 : De Gaulle, l’éclat et le secret, un film diffusé en novembre 2020 sur France 2, réalisé par François Velle, d'après un scénario de Jacques Santamaria et Patrice Duhamel avec Samuel Labarthe, Constance Dollé, Francis Huster, Pierre Rochefort, Margaux Chatelier, Olivier Pajot[16].
- 2022 : Meurtre à Blois, dans la collection Meurtres à..., un film diffusé en janvier 2022 sur France 3, produit par Simone Harari Baulieu et Tatiana Maksimenko, réalisé par Elsa Bennett et Hippolyte Dard, écrit par Christiane Spiero et Pierre Monjanel, avec Anne Charrier et Olivier Marchal[17].
- 2023 : Clemenceau, la force d'aimer, un film diffusé en novembre 2023 sur France 2, produit par Simone Harari Baulieu, réalisé par Lorraine Lévy, sur un scénario de Jacques Santamaria et Nathalie Saint-Cricq, avec Pierre Arditi et Émilie Caen.
- 2023 : Tout pour Agnès[18], série en 4 épisodes produite par Simone Harari Baulieu et Judith Naudet Baulieu (La Dame de Cœur et Effervescence Fiction), réalisée par Vincent Garenq, avec Michèle Laroque et Yannick Choirat, diffusée sur Paramount+ et France 2, Laurier de la Fiction à la 29ème cérémonie des Lauriers de l'Audiovisuel (26 février 2024).

### Documentaires
Avec Télé Images :
- Les Aventures de la Liberté, une série (4 x 52 min) écrite par Bernard-Henri Lévy (voir sa préface au livre qui porte le même nom) réalisée par Alain Ferrari diffusée sur France 2
- Lustiger, le choix de Dieu, un film en deux épisodes, écrit par Jean-Louis Missika et Dominique Wolton.

Avec Effervescence Productions :
- 2008 : Monsieur Neuwirth, tenez bon !, docu-fiction réalisé par Sébastien Grall, avec Benjamin Boyer diffusé sur France 3[19].
- 2013 : Le Massilia, réalisé par Virginie Linhart, diffusé sur France 2 après le film sur Pierre Mendès France.
- 2013 : La droite a-t-elle tué Nicolas Sarkozy ?, réalisé par Jean-Charles Deniau, diffusé sur France 3[20].
- 2013 : Voyage au-delà du fanatisme - de la France au Pakistan, écrit et réalisé par Ted Anspach, diffusé sur France 5.
- 2015 : Bye bye l'euro ?, réalisé par Ella Cerfontaine, diffusé sur France 5[21].
- 2015 : L'autre pilule, un combat pour les femmes, réalisé par Charles Castella et Ted Anspach, diffusé sur ARTE[22].
- Plusieurs numéros de la série Empreintes sur France 5, consacrés à Claude Lanzmann[23][source insuffisante], Edmonde Charles-Roux[24][source insuffisante], Alain Finkielkraut[25][source insuffisante], André Glucksmann[26][source insuffisante] et Étienne-Émile Baulieu[27][source insuffisante].
- 2017 : Sauver Auschwitz ?[28],[29], réalisé par Jonathan Hayoun, diffusé sur ARTE.
- 2017 : Messieurs les censeurs, bonsoir ![30][source insuffisante] réalisé par Valérie Manns, avec le soutien du CNC, et la participation de France Télévisions et LCP-Assemblée Nationale diffusé sur France 2.
- 2017 : Autopsie d'un scandale politique : l'écotaxe[31][source insuffisante],[32], réalisé par Ella Cerfontaine, diffusé sur France 5.
- 2017 : Trafic de médicaments, réalisé par Ted Anspach et Eric Delsaut, produit par Simone Harari Baulieu et Ted Anspach, avec la participation de France Télévisions, de la RTS, de LCP-Assemblée nationale et du CNC diffusé sur France 5[33].
- 2017 : Les rivières volantes[34], réalisé par Aurélien Francisco Barros, produit par Simone Harari Baulieu et Laurent Robert Thibierge, diffusé sur Ushuaïa TV.
- 2018 : Demain l'école[35], réalisé par Frédéric Castaignède, produit par Simone Harari Baulieu et Laurent Robert Thibierge, diffusé sur ARTE.
- 2019 : Qu'avons-nous fait du rêve européen ?[36][source insuffisante], réalisé par Ella Cerfontaine, produit par Simone Harari Baulieu et Ted Anspach, diffusé sur France 5.
- 2020 : Devenir Grand[37], réalisé par Judith Grumbach, produit par Simone Harari Baulieu et Laurent Robert Thibierge, diffusé sur France 2.
- 2020 : Génération écran : génération malade ?[38], réalisé par Raphaël Hitier, produit par Simone Harari Baulieu et Ted Anspach, diffusé sur ARTE.
- 2020 : Giono, une âme forte[39], réalisé par Fabrice Gardel, produit par Simone Harari Baulieu et Ted Anspach, diffusé sur France 3.
- 2020 : Des légumes dans la ville[40], réalisé par Aurélien Francisco Barros, produit par Simone Harari Baulieu et Laurent Robert Thibierge, diffusé sur Ushuaïa TV.
- 2020 : Vanuatu, l'éveil des chefs[41], réalisé par Luc Riolon et Christian Fleury, produit par Simone Harari Baulieu et Laurent Robert Thibierge, diffusé sur ARTE.
- 2020 : La science des émotions[42], réalisé par Sonia Ruspini et Jessy Picard, produit par Simone Harari Baulieu et Laurent Robert Thibierge (Effervescence Doc) et Brick Lane Productions, diffusé sur Planète+.
- 2021 : Ariane, une épopée spatiale[43], réalisé par François-Xavier Vives, produit par Simone Harari Baulieu et Laurent Robert Thibierge (Effervescence Doc), en partenariat avec Arianespace, ArianeGroup, l'Agence spatiale européenne et le CNES, diffusé sur France 5.
- 2021 : Infiltré à Auschwitz[44], écrit et réalisé par Ted Anspach et Maya Yataghène, produit par Simone Harari Baulieu et Ted Anspach (Palmyra Films), diffusé sur LCP-Assemblée Nationale.
- 2022 : Les éclaireurs de la guérison[45], série documentaire produite par Simone Harari Baulieu et Laurent Robert Thibierge (Effervescence Doc), diffusée sur Canal+.
- 2022 : Histoire de l'antisémitisme[46], série documentaire en 4 épisodes, réalisée par Jonathan Hayoun, écrite par Jonathan Hayoun, Laurent Jaoui et Judith Cohen Solal, produite par Simone Harari Baulieu (Effervescence Doc), diffusée sur ARTE.
- 2022 : La bataille du climat : 50 ans de combat[47], réalisé par Elena Sender et Alexis Barbier-Bouvet, produit par Simone Harari Baulieu, Laurent Robert Thibierge et Ted Anspach (Effervescence Doc), diffusé sur France 5.
- 2022 : La folle aventure du chocolat[48], réalisé par Stéphane Bergouhnioux, produit par Simone Harari Baulieu, Judith Naudet Baulieu et Cyril Pennec (Effervescence Doc), diffusé sur France 5.
- 2022 : L'affaire Agnès Le Roux[49], série documentaire en 4 épisodes réalisée par Philippe Pujol, produite par Simone Harari Baulieu, Judith Naudet Baulieu et Cyril Pennec (La Dame de Cœur et Effervescence Fiction), diffusée sur Planète+ Crime.
- 2023 : La fin du genre ?[50], écrit et réalisé par Ted Anspach et Maya Anaïs Yataghène, produit par Simone Harari Baulieu et Ted Anspach (Palmyra Films), diffusé sur France 2, présenté au Festival Chéries-Chéris et au Festival de Luchon[51].
- 2023 : Les Voyages de Nicky[52], série documentaire en 4 épisodes écrite par Nicky Doll et Maxime Donzel, réalisée par Maxime Donzel, produite par Simone Harari Baulieu, Cyril Pennec et Judith Naudet Baulieu, diffusée sur France 5.
- 2023 : Psy, de l'autre côté du divan[53], réalisé par Jonathan Hayoun, écrit par Jonathan Hayoun et Judith Cohen Solal, produit par Simone Harari Baulieu et Laurent Robert Thibierge, diffusé sur France 2.
- 2023 : Atatürk, Père de la Turquie moderne[54], réalisé par Mickaël Gamrasni, écrit par Chantal de Rudder et Mickaël Gamrasni, produit par Simone Harari Baulieu et Ted Anspach, conseiller historique Alexandre Jevakhoff, diffusé sur France 5.
- 2024 : Les maîtres de Rome[55], réalisé par Constance Colonna-Cesari, co-écrit par Jacques Le Roux et Florian Métral, produit par Simone Harari Baulieu et Laurent Robert Thibierge, et Patrick Reverchon diffusé sur ARTE.
- 2024 : Rwanda, désobéir ou laisser mourir[56], réalisé par Valérie Inizan, écrit par Joël Kotek et Valérie Inizan, produit par Simone Harari Baulieu et Ted Anspach, conseillère historique Hélène Dumas, avec la voix de Sonia Rolland, diffusé sur France 5.
- 2024 : Mères à perpétuité[57], réalisé par Sofia Fischer, écrit par Sofia Fischer et Mathias Desmarres, produit par Simone Harari Baulieu, Judith Naudet Baulieu et Cyril Pennec, diffusé sur ARTE.

### Magazines
Avec Télé Images :
- Je passe à la télé diffusés sur France 3 à 17 h pendant trois saisons en coproduction avec Endemol 450 épisodes
- Cas d'école sur France 5 :  chaque semaine pendant quatre saisons présenté par Elizabeth Martichoux puis Françoise Laborde

Avec Effervescence Productions :
- FUTUREMAG, magazine bimédia sur l'innovation, diffusé chaque samedi sur ARTE[58] de 2014 à 2016
- Tac au Tac, réalisé par Laurent Frapat, diffusé du lundi au vendredi à 20h30 sur Museum en janvier 2018[59]

### Jeux
Avec Télé Images :
- Questions pour un champion avec, dès sa création pour FR3 en 1988, Julien Lepers
- Que le meilleur gagne avec Nagui sur La Cinq, Antenne 2 et France 2 (version du midi) de 1991 au 31 décembre 1992 puis version du soir de août 1992 à juin 1995 (Que le meilleur gagne plus) 
  Puis avec Laurent Petitguillaume de Janvier 1993 à Octobre 1993 sur France 2 (version du midi)

Avec Effervescence Productions :
- Tout le monde veut prendre sa place (en coproduction avec Air Productions du 3 juillet 2006 au 22 juillet 2021) présenté par Nagui du 3 juillet 2006 au 22 juillet 2021, par Laurence Boccolini du 9 août 2021 au 4 août 2023, et par Jarry du 5 août 2023,au 25 juillet 2024[60],[61], par Cyril Féraud (en coproduction avec CyrilProd depuis le 9 septembre 2024 sur France 2)
- Le Tournoi d'orthographe présenté par Julien Lepers, puis par Cyril Féraud et Daniela Lumbroso, puis en solo par Cyril Féraud sur France 3
- Slam présenté par Théo Curin sur France 3
- 8 chances de tout gagner ![62] présenté par Carinne Teyssandier sur France 3
- Nous sommes tous des spécialistes présenté par Carinne Teyssandier sur France 3

### Séries pour la jeunesse
Les séries de dessins animés coproduits internationalement sont pour certains adaptés de livres (Hôtel Bordemer ; Les voyages de Jules Verne….), d’autres ont été créées par des auteurs français comme Léa et Gaspard.

### Production Online
Avec Effervescence Productions : 
- Comment j'ai hacké mes intestins[63], série écrite et incarnée par Dora Moutot, produite par Simone Harari Baulieu et Cyril Pennec, réalisée par Nadja Anane, disponible sur France.tv Slash et les sites de TV5 Monde, ARTE, Radio France et INA en septembre 2020.

## Responsabilités et engagements professionnels
Simone Halberstadt Harari a été présidente de l’USPA (Union syndicale de la production audiovisuelle) (2003-2007).

## Ouvrages
- Simone Halberstadt Harari, La télé déchaînée, Paris, Flammarion, 2 septembre 2009 (ISBN 978-2-08-122858-0 et 2-08-122858-0)[65]
- Simone Harari Baulieu, La Chaîne et le Réseau : pourquoi internet ne va pas tuer la télévision, Paris, Les Editions de l'Observatoire, 5 septembre 2018, 192 p. (ISBN 979-10-329-0483-1)[66]

## Distinctions

### Décorations
- Commandeure de l'ordre national du Mérite Elle est promue au grade de commandeure par décret du 15 mai 2015[67]. Elle était officière du 2 mars 2006 et chevalière par décret du 14 mai 1998 pour récompenser ses 22 ans de services civils et d'activités professionnelles[68].
- Officière de la Légion d'honneur Elle est promue officière par décret du 31 décembre 2009[69].

### Prix
Producteur de l’année (prix Procirep en 2002).